# Ewangeliczny Kościół Reformowany we Wrocławiu
Ewangeliczny Kościół Reformowany we Wrocławiu – zbór Ewangelicznego Kościoła Reformowanego działający we Wrocławiu.

## Historia
Zbór powstał w 1995 roku jako grupa misyjna przy Kościele Chrześcijan Baptystów we Wrocławiu. Od 2000 roku funkcjonuje poza ramami KChB jako Ewangeliczny Kościół Reformowany. W maju 2004 roku wszedł w przymierze z Ewangelicznym Zborem Reformowanym w Poznaniu, ustanawiając tym samym Konfederację Kościołów Reformowanych w Polsce. Od roku 2006, należy do międzynarodowej denominacji Communion of Evangelical Reformed Churches (CREC).
Nabożeństwa odbywają się w każdą niedzielę o godzinie 11.00 przy ul. Partyzantów 60 (wejście przez bramę od ulicy Waryńskiego).

## Pastorzy
- Marek Kmieć (ur. 1966), ordynowany na pastora w 1993
- Sebastian Smolarz (ur. 1975), ordynowany na pastora w 2004